# Curetis nicobarica
Curetis nicobarica är en fjärilsart som beskrevs av Swinhoe 1890. Curetis nicobarica ingår i släktet Curetis och familjen juvelvingar. Inga underarter finns listade i Catalogue of Life.